# Галдерберге
Галдерберге (нід. Halderberge) — муніципалітет у Нідерландах, у провінції Північний Брабант.

## Населені пункти муніципалітету
Міста
- Ауденбос

Села
- Ауд-Гастел
- Боссхенгофд
- Гувен
- Стамперсгат

Селища
- Крейсстрат

## Топографія
Нідерландська топографічна карта муніципалітету Галдерберге, червень 2015 року

## Галерея

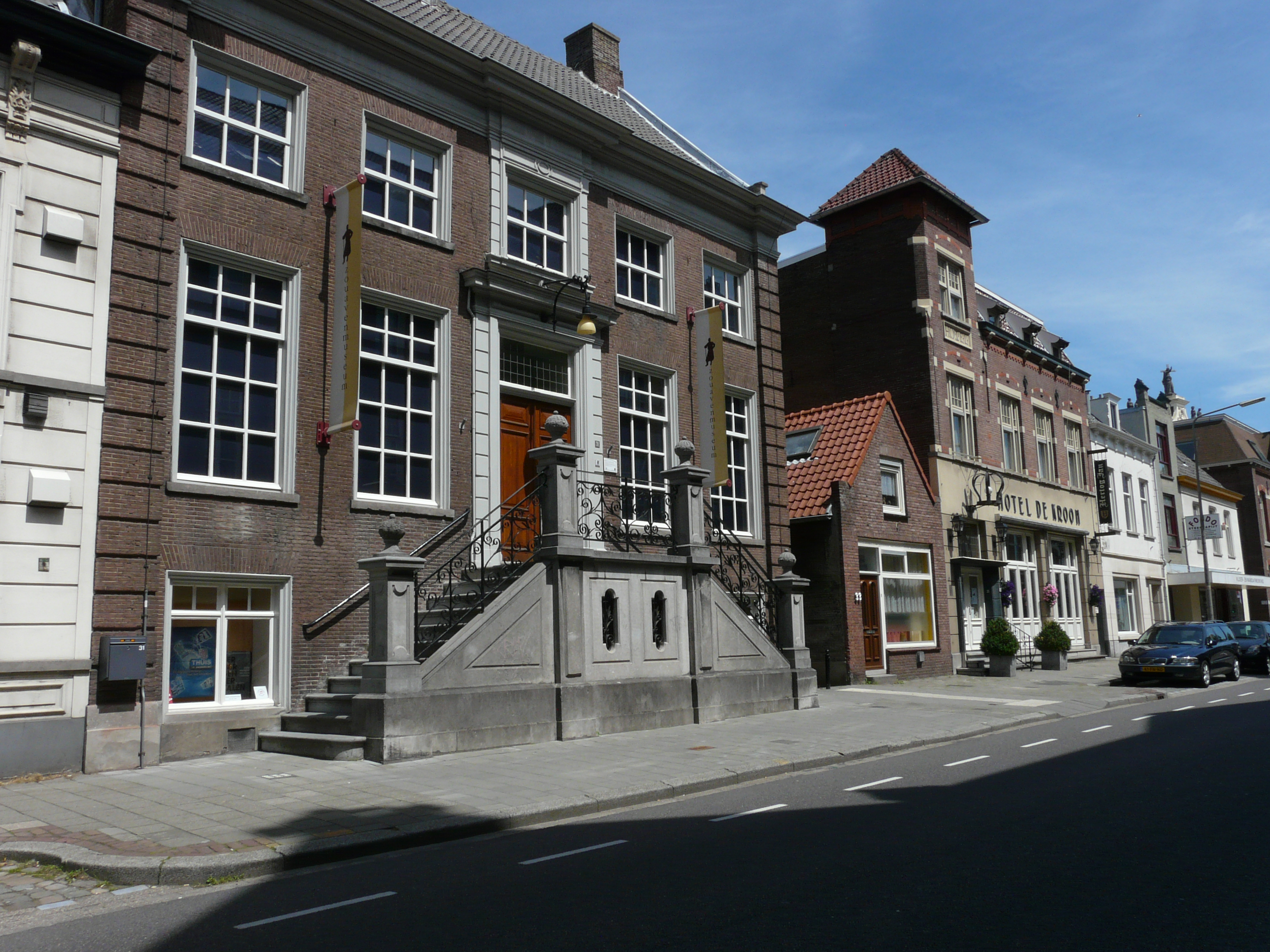
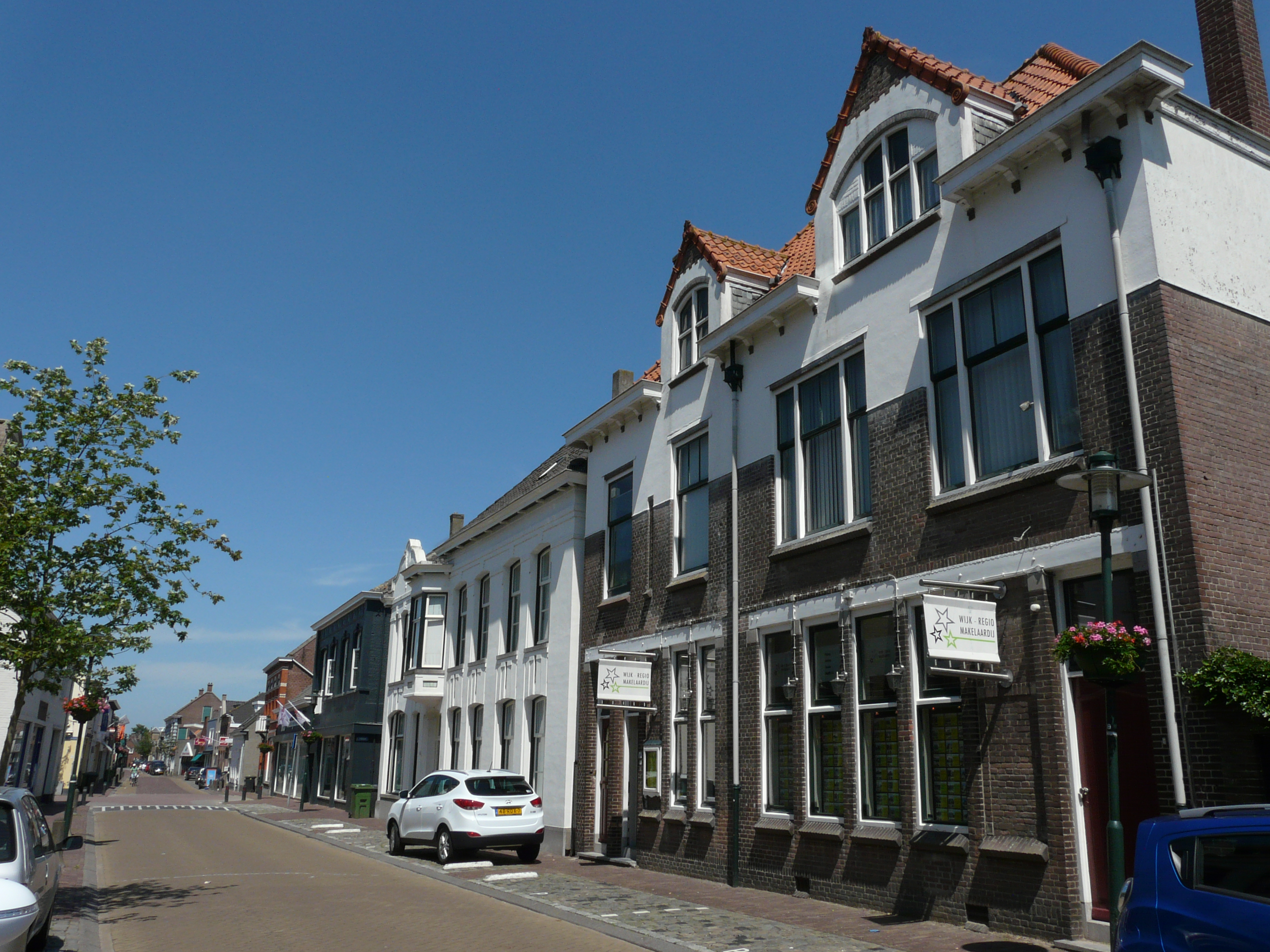
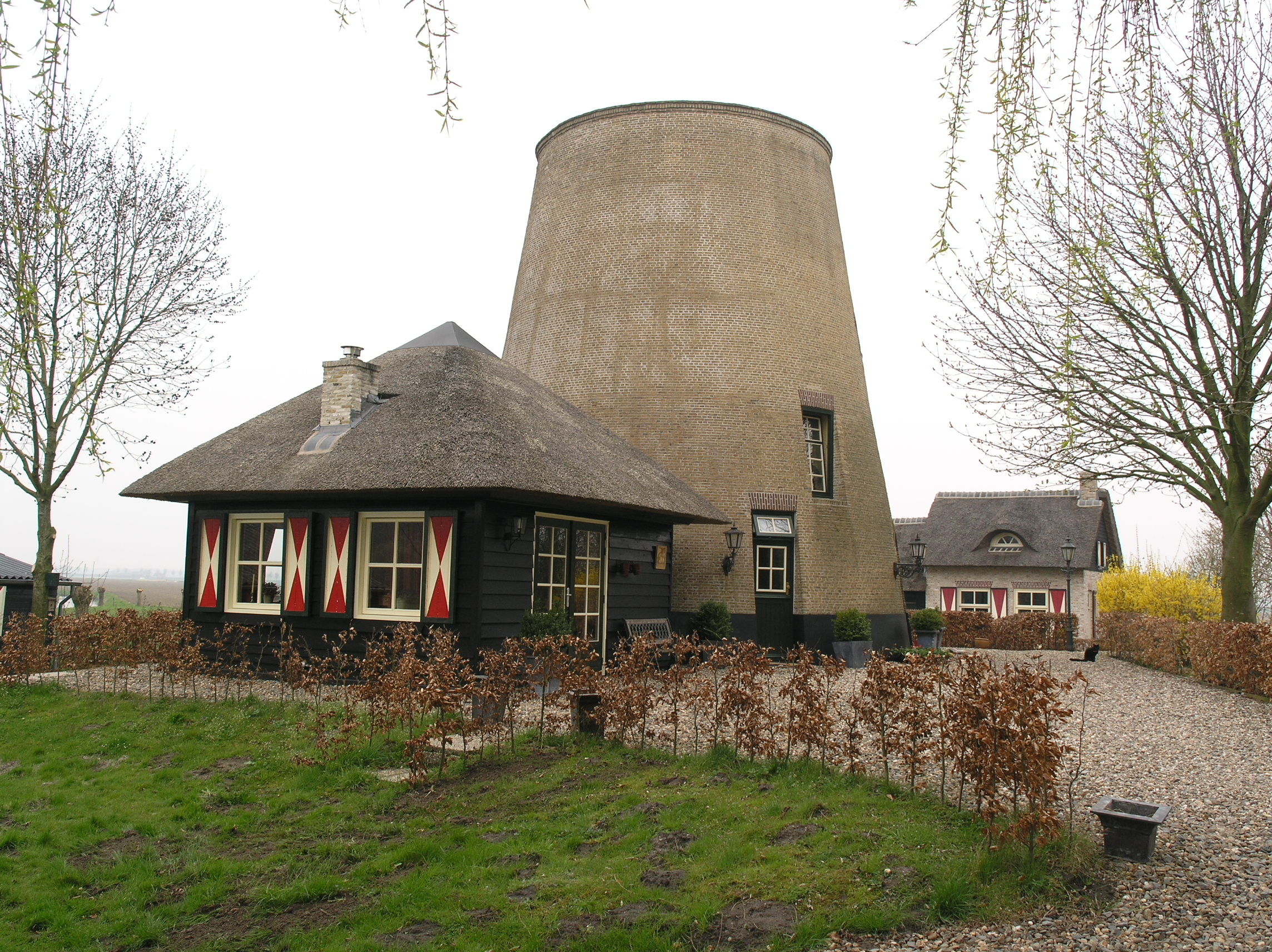
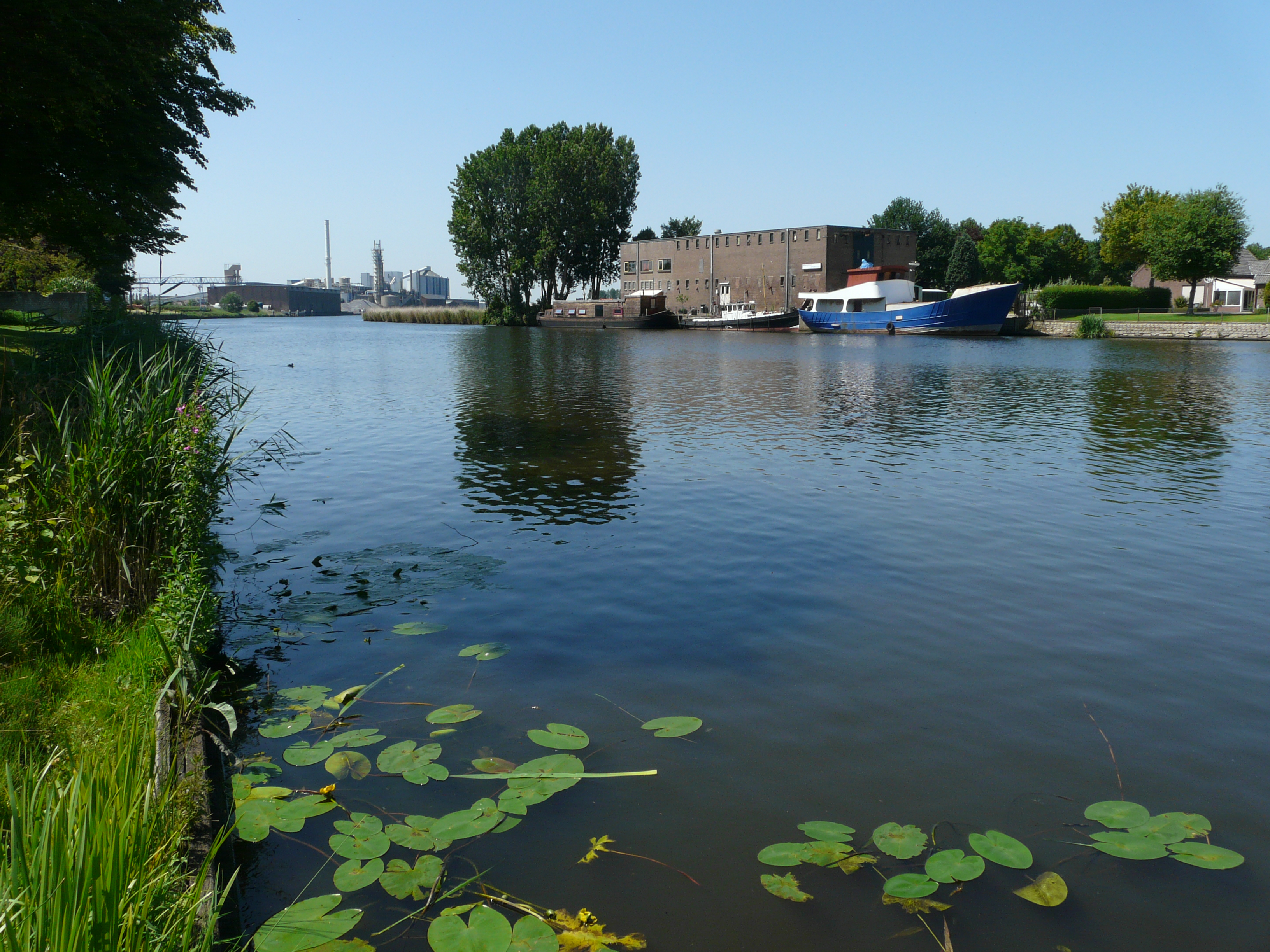

## Визначні мешканці
- Діґна Кетелар (нар. 1967) — нідерландська тенісистка.